# Изоциановая кислота
Изоциа́новая кислота́ — бесцветная жидкость с резким запахом, схожим с запахом уксусной кислоты, является стабильной таутомерной формой циановой кислоты HOCN. В высоких концентрациях — токсична. Соли циановой кислоты впервые описаны Вёлером в 1824 г., сама циановая кислота получена Либихом и Вёлером в 1830 г.. Является изомером фульминовой (парациановой) кислоты (H-C≡N→O). Образует соли — изоцианаты.

## Свойства и реакционная способность
Изоциановая кислота является слабой кислотой (Ka = 3,47⋅10−4 в водных растворах), стабильна в растворах в диэтиловом эфире, бензоле и толуоле; в водных растворах гидролизуется с образованием диоксида углерода и аммиака, гидролиз ускоряется в присутствии минеральных кислот:
{\displaystyle {\mathsf {HNCO+H_{2}O\rightarrow NH_{3}+CO_{2}}}}
Атом углерода изоциановой кислоты является электрофильным центром: циановая кислота взаимодействует с такими нуклеофилами, как аммиак, амины и спирты, образуя соответствующие продукты присоединения.
При взаимодействии изоциановой кислоты со спиртами образуются уретаны:
{\displaystyle {\mathsf {ROH+HNCO\rightarrow H_{2}N{\text{-}}COOR}}}
которые с избытком изоциановой кислоты образуют эфиры аллофановой кислоты:
{\displaystyle {\mathsf {HNCO+H_{2}N{\text{-}}COOR\rightarrow H_{2}N{\text{-}}CO{\text{-}}NH{\text{-}}COOR}}}
Взаимодействие изоциановой кислоты с аммиаком ведёт к образованию цианата аммония, который при нагревании изомеризуется в мочевину, эта реакция, открытая Вёлером в 1828 г., стала первым синтезом органического соединения из неорганических веществ:
Аналогично реагирует изоциановая кислота и с другими азотистыми нуклеофилами: так, амины присоединяются к ней с образованием замещенных мочевин,:
{\displaystyle {\mathsf {RNH_{2}+HNCO\rightarrow R{\text{-}}NH{\text{-}}CO{\text{-}}NH_{2}}}}
и гидразин, образующий в реакции с изоциановой кислотой семикарбазид:
{\displaystyle {\mathsf {H_{2}N{\text{-}}NH_{2}+HNCO\rightarrow H_{2}N{\text{-}}NH{\text{-}}CO{\text{-}}NH_{2}}}}
Безводная изоциановая кислота самопроизвольно полимеризуется в твёрдую белую массу, состоящую преимущественно из циамелида — линейного полимера (-O-C(=NH)-)n, и тримера — циануровой кислоты которые при нагревании деполимеризуется с образованием исходной кислоты.
Под действием триэтилфосфина и третичных аминов изоциановая кислота тримеризуется с образованием циануровой кислоты (2,3,5-тригидрокси-сим-триазина).
Подобно минеральным кислотам, изоциановая кислота присоединяется к алкенам с образованием алкилизоцианатов, легче всего реагируют алкены с терминальной двойной связью и электрондонорным заместителем при двойной связи, например, виниловые эфиры:
{\displaystyle {\mathsf {RO{\text{-}}CH{\text{=}}CH_{2}+HNCO\rightarrow RO{\text{-}}CH(CH_{3}){\text{-}}N{\text{=}}C{\text{=}}O}}}
Аналогично с изоциановой кислотой реагируют и стирол и его гомологи, изопрен и другие алкены, проведение реакции с неактивированными электрондонорными заместителями алкенами идёт в более жёстких условиях и под действием катализаторов (эфират трифторида бора, p-толуолсульфокислота).

## Синтез
Лабораторным методом синтеза изоциановой кислоты является термическое разложение циануровой кислоты. Реакцию проводят при ~400 °C, используя очищенную циануровую кислоту (примеси могут привести к взрывному разложению), в промышленности изоциановую кислоту получают каталитическим окислением синильной кислоты при 630—650 °C на контактной сетке из золота.
Цианаты могут быть получены окислением цианидов щелочных металлов: так, при плавлении цианида калия на воздухе происходит его загрязнение образующимся вследствие окисления цианатом калия, окисление цианидов натрия и калия воздухом или кислородом в присутствии никеля является промышленным методом синтеза цианатов. Цианаты натрия и калия также синтезируют сплавлением соответствующих цианидов с оксидом свинца или свинцовым суриком Рb3О4. Пероксид водорода также окисляет цианиды до цианатов.

## Токсичность
Изоциановая кислота весьма ядовита, как и некоторые другие циановые кислоты. ЛД50 для крыс — 16,6 мг/кг.